# Kara (Volk)

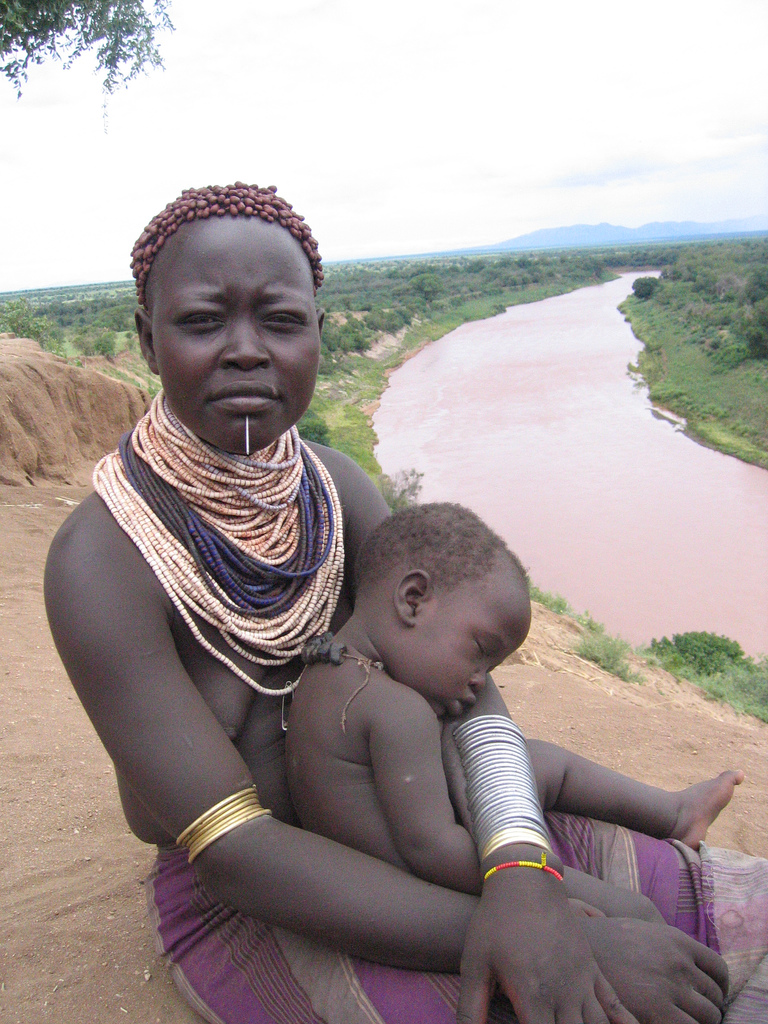
Kara-Frau mit Kind

Kara oder – als Fremdbezeichnung – Karo bezeichnet eine kleine Volksgruppe in Äthiopien mit  1.401 Angehörigen laut offizieller Zählung im Jahr 2005/6. 
Sie leben am Omo-Fluss in der Region der südlichen Nationen, Nationalitäten und Völker im Südwesten des Landes. In der Regel werden auch die in diesem Gebiet lebenden Gomba, Bogudo und andere Kleinstgruppen als „Kara“ gezählt, wobei sie in einigen rituellen Kontexten streng von den „eigentlichen Kara“ unterschieden werden. Frühe Quellen, v. a. die Forschungsreisenden und Großwildjäger des späten 19. und frühen 20. Jahrhunderts, bezeichnen die Kara als Kerre.

## Sprache
Die Sprache der Kara ist das gleichnamige Kara (Kar'appo, wörtlich "Mund/Sprache der Kara"), das wie die eng verwandten Sprachen der benachbarten Hamar, Banna und Bashada zu den südomotischen Sprachen zählt. Ein Unterschied der Kara-Sprache zu den anderen Sprachen des Hamar-Banna-Bashada-Clusters liegt in den zahlreichen Lehnwörtern aus dem Nyangatom.

## Kultur

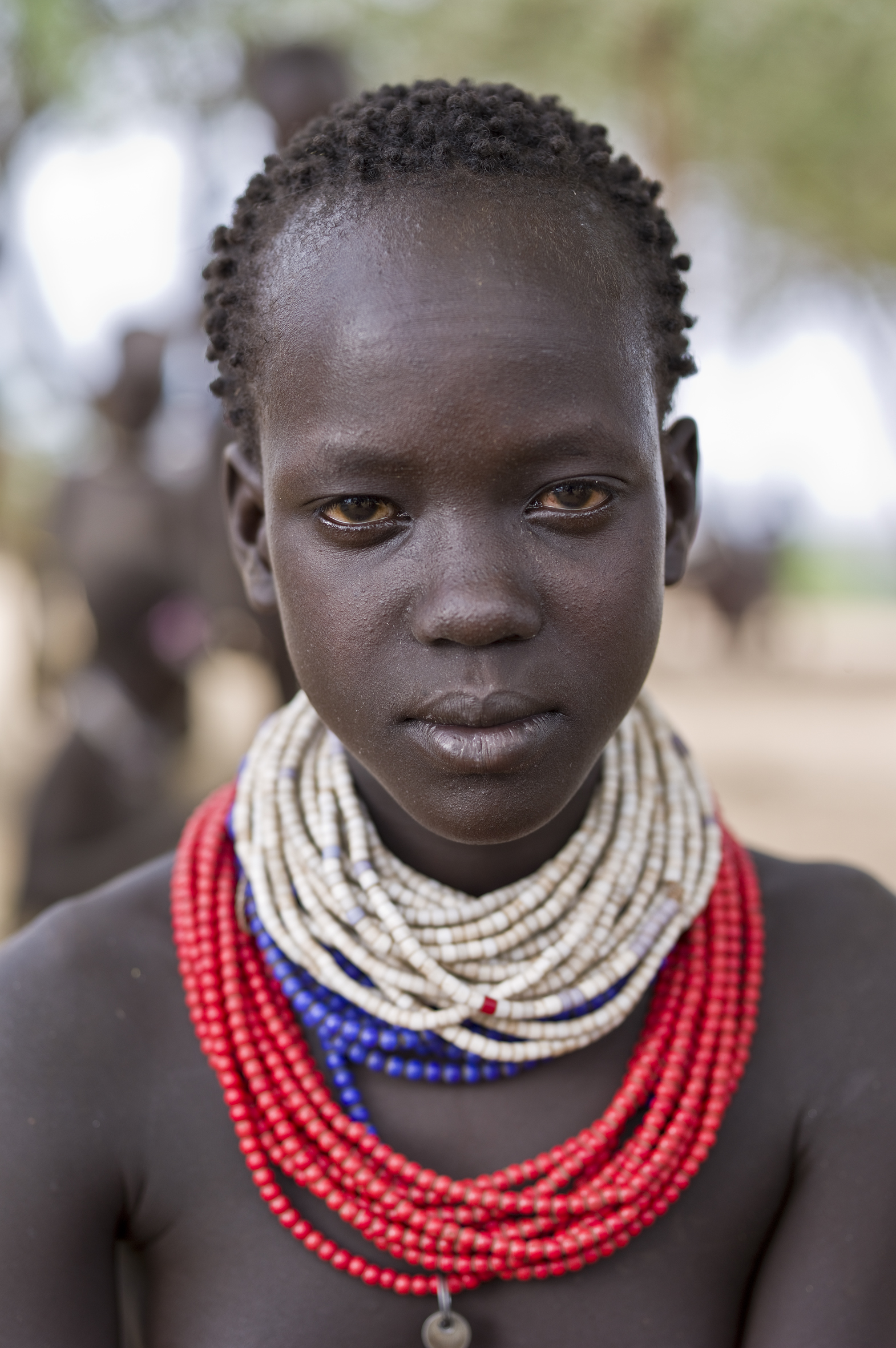
Kara-Mädchen

Die Kara leben noch abgeschieden und weitgehend unberührt von der Moderne. Sie gehören traditionellen Religionen an und sind kulturell mit den Hamar verwandt. Wie diese praktizieren sie beispielsweise das „Sprung-über-die-Rinder“-Initiationsritual, bula oder pilla genannt. Sie bemalen ihre Körper mit Naturfarben, wobei die Muster etwa aussagen, dass ein Mann tapfer einen Löwen, Leoparden oder einen Feind getötet hat. Ferner werden Narbentätowierungen praktiziert und die Haare kunstvoll frisiert.
In jüngerer Zeit dringen allmählich moderne Entwicklungen wie Feuerwaffen in das Gebiet der Kara ein, was auch die zuweilen auftretenden Konflikte zwischen Volksgruppen gefährlicher werden lässt, insbesondere für eine zahlenmäßig kleine Ethnie wie die Kara. Diese haben daher mit den größeren Stämmen in der Umgebung Frieden geschlossen.

## Wirtschaft
Die Kara sind Subsistenzbauern, die in einer trockenen Umgebung an den Ufern des Omo Ackerbau, insbesondere Sorghum-Anbau, betreiben. Hierfür sind sie auf die jährlichen Überschwemmungen des Flusses angewiesen.